# Juan Pablo Luza Sikuy
Juan Pablo Luza Sikuy es un político peruano. Fue alcalde del distrito de Pillpinto y consejero regional del Cusco entre 2011 y 2014.
Nació en el distrito de Pillpinto, provincia de Paruro, departamento del Cusco, el 26 de junio de 1965 hijo de Pablo Luza Moriano y Cristina Sikuy Ayma. Cursó sus estudios primarios en su localidad natal y los secundarios en la ciudad de Acomayo. Entre 1994 y 1999 cursó estudios superiores de educación en la Universidad Tecnológica de los Andes en la ciudad de Abancay.
En las elecciones municipales de 1989 fue elegido por la Izquierda Unida como regidor del distrito de Pillpinto. En las elecciones de 1993 fue elegido alcalde de ese distrito también por la Izquierda Unida. Tentó la reelección en las siguientes dos elecciones, 1998 y 2002, sin éxito. Fue reelegido en las elecciones municipales del 2006 por el Movimiento Nueva Izquierda. En las elecciones regionales del 2010 se presentó como candidato de la "Gran Alianza Nacionalista Cusco" para consejero regional por la provincia de Paruro. Intentó su reelección para ese cargo en las elecciones regionales del 2014 sin éxito.